# Forzuto
Forzuto (Strong Guy), il cui vero nome è Guido Carosella, è un personaggio dei fumetti, creato da Chris Claremont (testi) e Bill Sienkiewicz (disegni), pubblicato dalla Marvel Comics. Apparso per la prima volta come Guido sulle pagine di The New Mutants (prima serie) n. 29 (luglio 1985) e come Forzuto in X-Factor (seconda serie) n. 72 (novembre 1991), il personaggio viene approfondito e meglio delineato dagli autori Peter David (testi) e Larry Stroman (disegni).
Guido è un supereroe mutante che ha fatto parte della X-Factor governativa e della X-Factor Investigations, agenzia investigativa fondata da Jamie Madrox.

## Poteri e abilità
Forzuto possiede la capacità di convertire l'energia cinetica in forza fisica tramite lo sviluppo della propria massa muscolare. Tuttavia non riesce a trattenere tale energia per più di novanta secondi, pena il cedimento dei suoi organi interni a cominciare dal cuore. La dimostrazione di questa "arma a doppio taglio" la si ha in World War Hulk, dove Guido, affrontando il Gigante di Giada, riesce ad assestare ad Hulk un violento colpo, ma soccombe al suo stesso potere, poiché in precedenza aveva assorbito i potentissimi colpi del suo avversario. A seguito della sua mutazione Guido soffre perennemente di un dolore costante che s'irradia in tutto il suo corpo, ma riesce a nascondere ciò assumendo il ruolo del buffone del gruppo che, oltre a far divertire gli altri, riesce a distrarre la sua mente.

## Fonti d'ispirazione
Guido deve gran parte della sua caratterizzazione fisica ad una vera e propria icona del fumetto underground italiano: RanXerox, personaggio creato da Stefano Tamburini in collaborazione con Andrea Pazienza e Tanino Liberatore.
1. ↑  Il termine volume è usato in lingua inglese, in questo contesto, per indicare le serie, pertanto Vol. 1 sta per prima serie, Vol. 2 per seconda serie e così via.